# Lentinula
Lentinula es un pequeño género de hongos en la familia Marasmiaceae. Estos hongos se desarrollan sobre madera. La especie neotropical Lentinula boryana (= L. cubensis) es la especie tipo. Sin embargo la especie más conocida es L. edodes, el shiitake. El género fue creado por  Franklin Sumner Earle en 1909, contiene ocho especies, en general propias de regiones tropicales.

## Especies
- Lentinula aciculospora
- Lentinula boryana
- Lentinula edodes
- Lentinula guarapiensis
- Lentinula lateritia
- Lentinula novae-zelandiae
- Lentinula raphanica
- Lentinula reticeps